# Willi Wülbeck
Willi Wülbeck, född den 18 december 1954 i Oberhausen i Västtyskland, är en tidigare västtysk friidrottare (medeldistanslöpare).
Wülbecks främsta merit är att han vid det första världsmästerskapet 1983 vann 800 meter på tiden 1.43,65 vilket fortfarande är tyskt rekord. Wülbeck blev fyra på OS 1976 men missade OS 1980 på grund av väststaternas bojkott av OS i Moskva. Vid OS 1984 var Wülbeck skadad och missade åter tävlingarna.